# Harold Quiroz Gil
Harold Quiroz Gil (Chimbote, 28 de abril de 1981) es un exfutbolista peruano. Jugaba de arquero en Perú.

## Clubes
| Club                 | País | Año       |
| -------------------- | ---- | --------- |
| Unión Juventud       | Perú |           |
| Virgen de Chapi      | Perú | 2000      |
| UTC                  | Perú | 2001      |
| Universitario        | Perú | 2002      |
| Coronel Bolognesi FC | Perú | 2003      |
| Unión Juventud       | Perú | 2004      |
| José Gálvez          | Perú | 2005      |
| Sport Áncash         | Perú | 2006-2008 |
| José Gálvez          | Perú | 2009-2010 |
| UTC                  | Perú | 2011-2013 |
| Los Caimanes         | Perú | 2013      |
| Carlos A. Mannucci   | Perú | 2014      |

## Palmarés
| Título           | Club         | País | Año  |
| ---------------- | ------------ | ---- | ---- |
| Copa Perú        | José Gálvez  | Perú | 2005 |
| Copa Perú        | UTC          | Perú | 2012 |
| Segunda División | Los Caimanes | Perú | 2013 |

### Distinciones individuales
| Distinción                                                                             | Año  |
| -------------------------------------------------------------------------------------- | ---- |
| Incluido en el equipo ideal de la Copa Perú según el portal periodístico DeChalaca.com | 2012 |